# Никольский сельсовет (Идринский район)
Никольский сельсовет - сельское поселение в Идринском районе Красноярского края.
Административный центр - село Никольское.

## Население
| 2010 | 2012 | 2013 | 2014 | 2015 | 2016 | 2017 |
| ---- | ---- | ---- | ---- | ---- | ---- | ---- |
| 614  | ↘610 | ↘590 | ↘587 | ↘573 | ↘563 | ↘557 |

## Состав сельского поселения
В состав сельского поселения входят 3 населённых пункта:
| № | Населённый пункт | Тип населённого пункта       | Население |
| - | ---------------- | ---------------------------- | --------- |
| 1 | Васильевка       | деревня                      | 65        |
| 2 | Еленинск         | деревня                      | 36        |
| 3 | Никольское       | село, административный центр | 513       |

## Местное самоуправление
Никольский сельский Совет депутатов
Дата избрания: 14.03.2010. Срок полномочий: 5 лет. Количество депутатов: 7
Глава муниципального образования
- Парков Александр Яковлевич. Дата избрания: 14.03.2010. Срок полномочий: 5 лет